# Liste der deutschen Botschafter in Irland
Die Liste der deutschen Botschafter in Irland enthält die jeweils ranghöchsten Vertreter des Deutschen Reichs und der Bundesrepublik Deutschland in Irland. Sitz der Botschaft ist in Dublin.

## Deutsches Reich
| Name                 | Amtszeit  | Anmerkungen         |
| -------------------- | --------- | ------------------- |
| Georg Dehn-Schmidt   | 1923–1934 |                     |
| Wilhelm von Kuhlmann | 1934–1937 | Gesandter 1. Klasse |
| Eduard Hempel        | 1937–1945 | Gesandter           |

## Bundesrepublik Deutschland
| Name                              | Amtszeit  |
| --------------------------------- | --------- |
| Hermann Katzenberger              | 1951–1955 |
| Felician Prill                    | 1955–1960 |
| Adolph Reifferscheidt             | 1960–1963 |
| Heinz Trützschler von Falkenstein | 1963–1967 |
| Felician Prill (2. Mal)           | 1967–1969 |
| Karl Overbeck                     | 1969–1972 |
| Horst Groepper                    | 1972–1973 |
| Gerhard Fischer                   | 1977–1980 |
| Carl Lahusen                      | 1980–1983 |
| Ekkehard Eickhoff                 | 1983–1984 |
| Horst Grabert                     | 1984–1987 |
| Helmut Rückriegel                 | 1988–1992 |
| Martin Elsässer                   | 1992–1996 |
| Horst Pakowski                    | 1996–1999 |
| Gottfried Haas                    | 2000–2005 |
| Christian Pauls                   | 2005–2009 |
| Busso von Alvensleben             | 2009–2011 |
| Eckhard Lübkemeier                | 2011–2014 |
| Matthias Martin Höpfner           | 2014–2017 |
| Deike Potzel                      | 2017–2021 |
| Cord Meier-Klodt                  | 2021–2024 |
| David Gill                        | 2024–     |